# Cú sốc cung
Cú sốc cung là hiện tượng tăng hoặc giảm nguồn cung của một loại hàng hoá hoặc dịch vụ một cách đột ngột, hoặc hàng hoá, dịch vụ nói chung. Sự thay đổi đột ngột này ảnh hưởng tới giá cân bằng thị trường của hàng hoá hoặc dịch vụ hoặc mức giá chung của nền kinh tế.

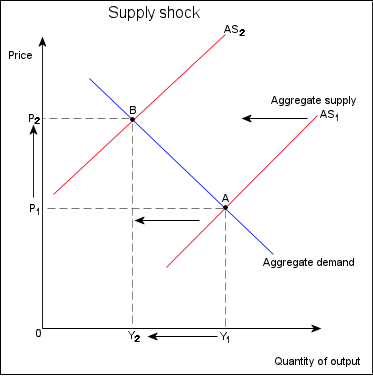
Cú sốc nguồn cung tiêu cực. Vị trí ban đầu là tại điểm A, sản xuất số lượng đầu ra Y1 ở mức giá P1. Khi có cú sốc nguồn cung, điều này có ảnh hưởng xấu đến nguồn cung tổng hợp: đường cung dịch chuyển sang trái (từ AS1 sang AS2), trong khi đường cầu vẫn giữ nguyên vị trí. Giao điểm của đường cung và cầu hiện đã di chuyển và trạng thái cân bằng hiện là điểm B; số lượng đã giảm xuống Y2, trong khi mức giá đã được tăng lên P2.

Trong thời gian ngắn, một cú sốc cung mang tính tiêu cực trên toàn nền kinh tế sẽ thay đổi đường tổng cung sang trái, giảm sản lượng và tăng giá. Ví dụ, việc áp đặt lệnh cấm vận lên buôn bán dầu mỏ sẽ gây ra một cú sốc cung bất lợi, vì dầu mỏ là yếu tố chính để sản xuất nhiều loại hàng hoá. Một cú sốc cung có thể dẫn đến đình lạm do sự kết hợp của giá cả tăng và sản lượng lại giảm.
Trong một thời kì ngắn, một cú sốc cung tích cực sẽ di chuyển đường tổng cung về phía bên phải, sản lượng tăng và mức giá giảm. Một cú sốc cung tích cực có thể là một tiến bộ công nghệ (cú sốc công nghệ) điều mà có thể làm cho sản xuất hiệu quả hơn, do đó nâng cao sản lượng.

## Phân tích kĩ thuật
Độ dốc của đường cầu xác định mức độ phản ứng của giá cả và sản lượng đối với cú sốc, với cầu kém đàn hồi hơn (và do đó đường cầu dốc hơn) gây ra ảnh hưởng lớn hơn đến mức giá và ảnh hưởng nhỏ hơn đến sản lượng.